# فرودگاه شارلوت‌تاوون (لبرادور)
فرودگاه شارلوت‌تاوون (لبرادور) (به انگلیسی: Charlottetown Airport (Labrador)) یک فرودگاه همگانی با کد یاتا YHG است که یک باند فرود شن دارد و طول باند آن ۷۶۳ متر است. این فرودگاه در کشور کانادا قرار دارد و در ارتفاع ۶۴ متری از سطح دریا واقع شده‌است.

## شرکت‌های هواپیمایی و مقصدهای پروازی
| شرکت‌های هواپیمایی | مقصدهای پروازی                                                                                          |
| ----------------- | --- |
| ایر لابرادور      | بلک تیکل، کارترایت، فاکس هاربور، سی‌اف‌بی گوس بی، ماریس هاربر، پورت هوپ سیمپسون، سنت آنتونی، ولیامز هاربر |